# Моримото, Сатоси
Сатоси Моримото (яп. 森本 敏 Моримото Сатоси, род. 14 марта 1941, Токио, Япония) — японский государственный и политический деятель.

## Биография
Сатоси Моримото является японским политиком, учёным и критиком, специализирующимся в международных отношениях и национальной безопасности, профессором университета Такусёку и членом «Народного собрания по созданию новой Японии» (яп. 新しい日本をつくる国民会議). С 4 июня по 26 декабря 2012 года занимал пост министра обороны Японии.
После окончания Национальной академии обороны Японии в 1965 году, он служил в Воздушных силах самообороны Японии до 1979 года, а потом поступил на службу в Министерство иностранных дел. В то время в министерстве он получил степень магистра во Флетчеровской школе права и дипломатии на базе американского университете Тафтса в 1980 году.